# 苏述御使牌坊
苏述御使牌坊，位于山东省菏泽市鄄城县什集镇北王召村，是中华人民共和国山东省文物保护单位之一。
2006年12月7日，授予山东省文物保护单位，是一座古建筑。